# 삼성 프레스톤
삼성 프레스톤(Samsung Preston, Samsung S5600, Samsung Player Star)은 삼성전자가 2009년 9월에 출시한 휴대 전화이다.

## 사진

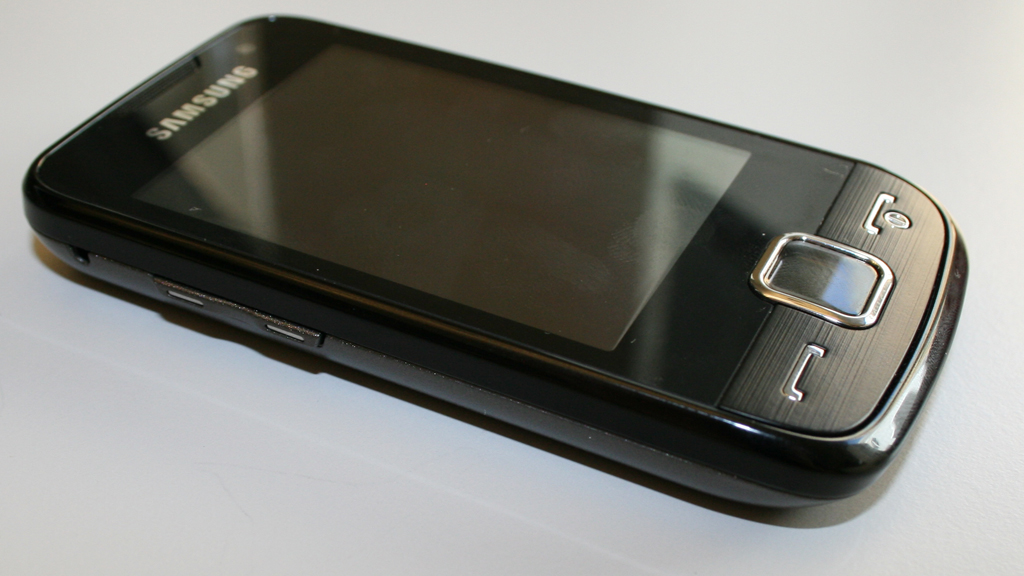
삼성 S5600